# Henry Bernard Wylde Hughes
Henry Bernard Wylde Hughes, britanski general, * 8. maj 1887, † 22. februar 1953.